# Sarah Ogan Gunning
Sarah Ogan Gunning (* 28. Juni 1910 als Sarah Elizabeth Garland in Elys Branch, Knox County (Kentucky); † 14. November 1983 in Knoxville (Tennessee)) war eine amerikanische Sängerin und Liedtexterin aus der Bergbauregion im östlichen Kentucky. Obwohl sie während der 1930er Jahre in der New Yorker Folk-Music-Szene bekannt war, stand sie stets im Schatten ihrer älteren Geschwister, Halbschwester Aunt Molly Jackson und Bruder Jim Garland. In den 1960er Jahren lebte sie in Detroit und wurde wiederentdeckt. 1964 spielte sie auf Folk-Festivals in Newport und 1965 an der University of Chicago.

## Leben und Familie
Ihr Vater war der Bergarbeiter Oliver Perry Garland und ihre Mutter dessen zweite Frau Sarah Elizabeth Lucas Garland. Zuvor war er mit Deborah Robinson Garland verheiratet, mit der er vier Kinder hatte, unter anderem Mary Magdalene Garland, später besser bekannt als Aunt Molly Jackson. Nach Deborahs Tod heiratete Oliver Sarah Lucas, mit der er elf Kinder hatte, darunter Jim Garland and Sarah Ogan Gunning. Die Kinder wuchsen mit wenig Schulbildung, aber mit starken Familienbanden und einer reichen Tradition von Liedern und Geschichten auf.
Mit 15 Jahren heiratete Sarah 1925 den zwanzigjährigen Andrew Ogan aus Claiborne County (Tennessee), der zum Arbeiten in der Fox Ridge Mine in Bell County (Kentucky) gekommen war. Sie hatten vier Kinder, von denen zwei während der Great Depression starben. Die Lebensbedingungen waren schlecht im östlichen Kentucky von 1931 und viele Bergleute reagierten auf den Rückzug der Arbeiterbewegung United Mine Workers mit dem Beitritt in die kommunistisch geführte National Miners Union (NMU). Die darauf folgende Gewalt und Ausschreitungen veranlassten viele NMU-Führer, den Staat zu verlassen.
1935 übersiedelte die Familie mit Unterstützung von Mary Elizabeth Barnicle, Volkskundlerin an der New York University, nach New York City, wo ihrer beider Tuberkuloseerkrankung behandelt werden sollte, auch wenn sich das Leben auf der Lower East Side als wenig besser herausstellte als die Armut, die sie hinter sich gelassen hatten. In New York trafen sie mit führenden Persönlichkeiten der Folk-Szene zusammen, wie Woody Guthrie, Pete Seeger, Burl Ives, Huddie Ledbetter und Earl Robinson. Etwa ein dutzend Lieder von Sarah Ogan wurden 1937 vom amerikanischen Folklore- und Musikforscher Alan Lomax aufgenommen, und Professor Barnicle zeichnete Sarahs Gesangsduetts mit ihrem Bruder Jim Garland 1938 für die Library of Congress auf. Woody Guthrie schrieb 1940 über Sarahs Schaffen einen Artikel für den New Yorker Daily Worker und erweiterte ihn für seinen American Folksong. Auch wurde sie im populären A Treasury of American Song erwähnt.
Aufgrund von Andrew Ogans sich verschlechternder Tuberkulose zog die Familie zurück nach Brush Creek in Knox County, Kentucky, wo er im August 1938 starb. Sara war während dieser Zeit ebenfalls oft krank, es gelang ihr aber, die New York Entbehrungen zu überleben.
Old Southern Town & Down on the Picket Line 
Sarah Ogan Gunning

(Bitte Urheberrechte beachten)
Sie erweiterte ihr Repertoire aus traditionellen Balladen, klassischen Liedern und Hymnen, die sie von ihren Eltern gelernt hatte, um eigene Kompositionen. Das erste Down on the Picket Line basierte auf der Hymne Down in the Valley to Pray und war inspiriert von einem Streik der National Miners Union im Jahr 1931 in Bell County, Kentucky. Als Reaktion auf den Tod ihres Mannes und zwei ihrer Kinder schrieb sie Girl of Constant Sorrow, das auf Emry Arthurs Man of Constant Sorrow beruhte. Weitere Songs wie I Hate the Company Bosses (Originaltitel I Hate the Capitalist System), An Old Southern Town und Dreadful Memories reflektierten die Strapazen und persönliches Leid, die sie während der Depression erlebt hatte.
Im August 1941 heiratete Sarah den Matallpolierer Joseph Gunning. Mit Ausbruch des Zweiten Weltkriegs zogen sie nach Vancouver und arbeiteten in der Werft, in der schon Sarahs Bruder Jim Garland Arbeit gefunden hatte. Nach Kriegsende lebten sie zeitweise in Kentucky, zogen aber bald nach Detroit.
Girl Of Constant Sorrow 
Sarah Ogan Gunning

(Bitte Urheberrechte beachten)
Eine ihrer bekanntesten Kompositionen, I am a Girl of Constant Sorrow, erschien 1953 in der Sammlung American Folksongs of Protest, und wurde in den 1960er Jahren von Peggy Seeger und Barbara Dane aufgenommen. Im August 1963 besuchte der Volkskundler Archie Green im Nachgang von Interviews, die er mit ihrer Halbschwester Aunt Molly Jackson geführt hatte, Sarah in Detroit. Zusammen mit Ellen Stekert und Oscar Paskal von der Wayne State University zeichnete Green Sarahs Gesangsstücke im Januar und März 1964 in den Studios des öffentlichen Senders WDET und dem United Auto Workers Solidarity House auf. Eine Auswahl dieser Aufnahmen erschien 1965 auf ihrem Album Girl of Constant Sorrow beim Label Folk-Legacy. Sie wurde aufgefordert, öffentlich in Professor Stekerts Vorlesungen zu singen und während einer Konferenz mit Walter Reuther und Michael Harrington 1964 in Detroit. Im Sommer desselben Jahres trat sie auf dem Newport Folk Festival auf und sang auf dem Smithsonian Festival of American Folklife. Ihren meistbeachteten Auftritt hatte sie beim University of Chicago Folk Festival im Januar 1965.
Sarah Gunning starb während eines Familientreffens am 14. November 1983 in Knoxville, Tennessee, wo sie seit Mitte der 1960er Jahre gelebt hatte. Sie wurde in Hart, Michigan, beigesetzt.